# Santa Catarina, San Miguel Totolapan
Santa Catarina är en ort i Mexiko.   Den ligger i kommunen San Miguel Totolapan och delstaten Guerrero, i den södra delen av landet, 190 km sydväst om huvudstaden Mexico City. Santa Catarina ligger 300 meter över havet och antalet invånare är 209.
Terrängen runt Santa Catarina är kuperad österut, men västerut är den platt. Runt Santa Catarina är det ganska glesbefolkat, med 38 invånare per kvadratkilometer. Närmaste större samhälle är Arcelia, 18,6 km norr om Santa Catarina. I omgivningarna runt Santa Catarina växer huvudsakligen savannskog.